# Biston strataria
Biston strataria là một loài bướm đêm trong họ Geometridae.

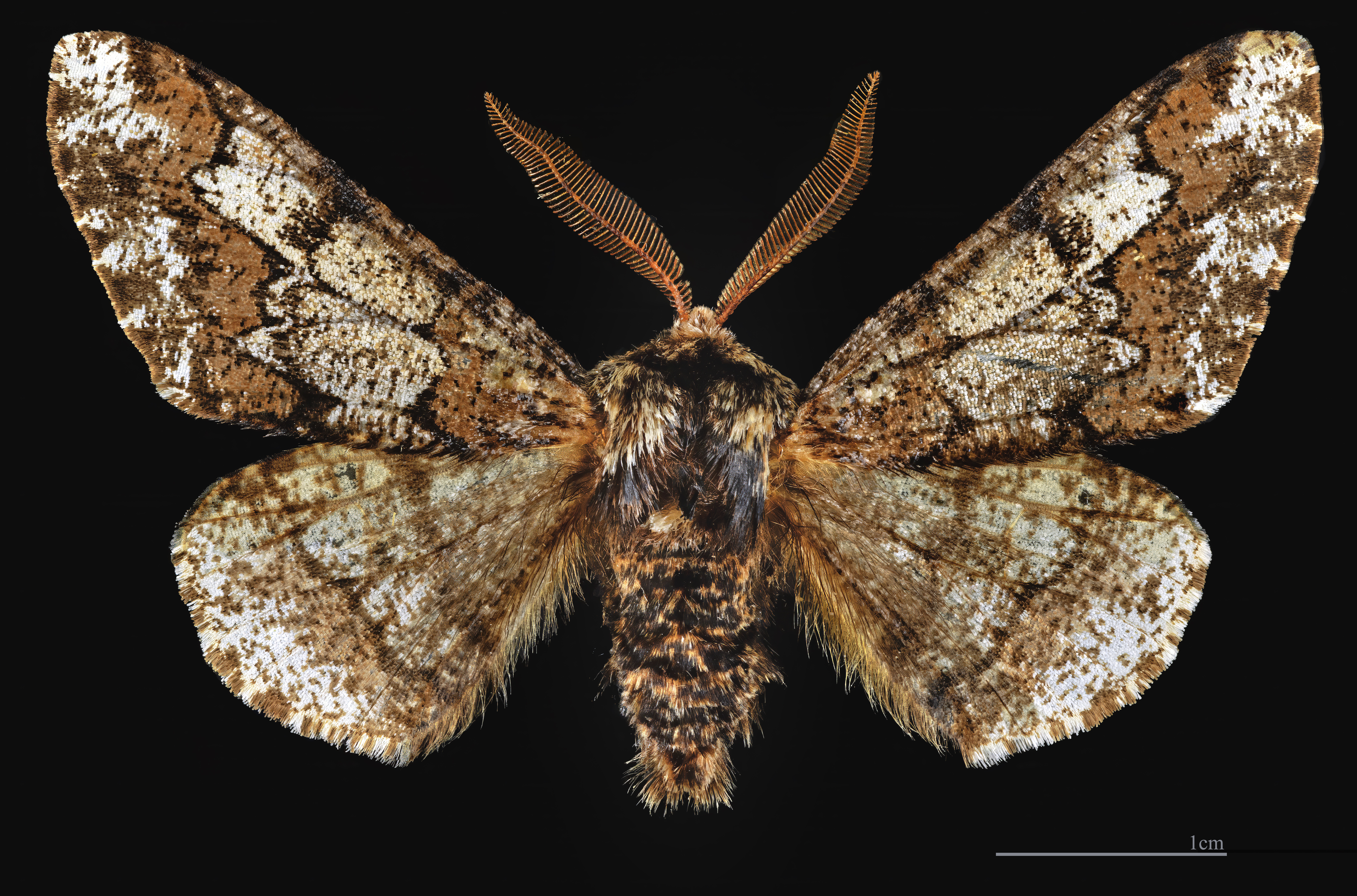
♂
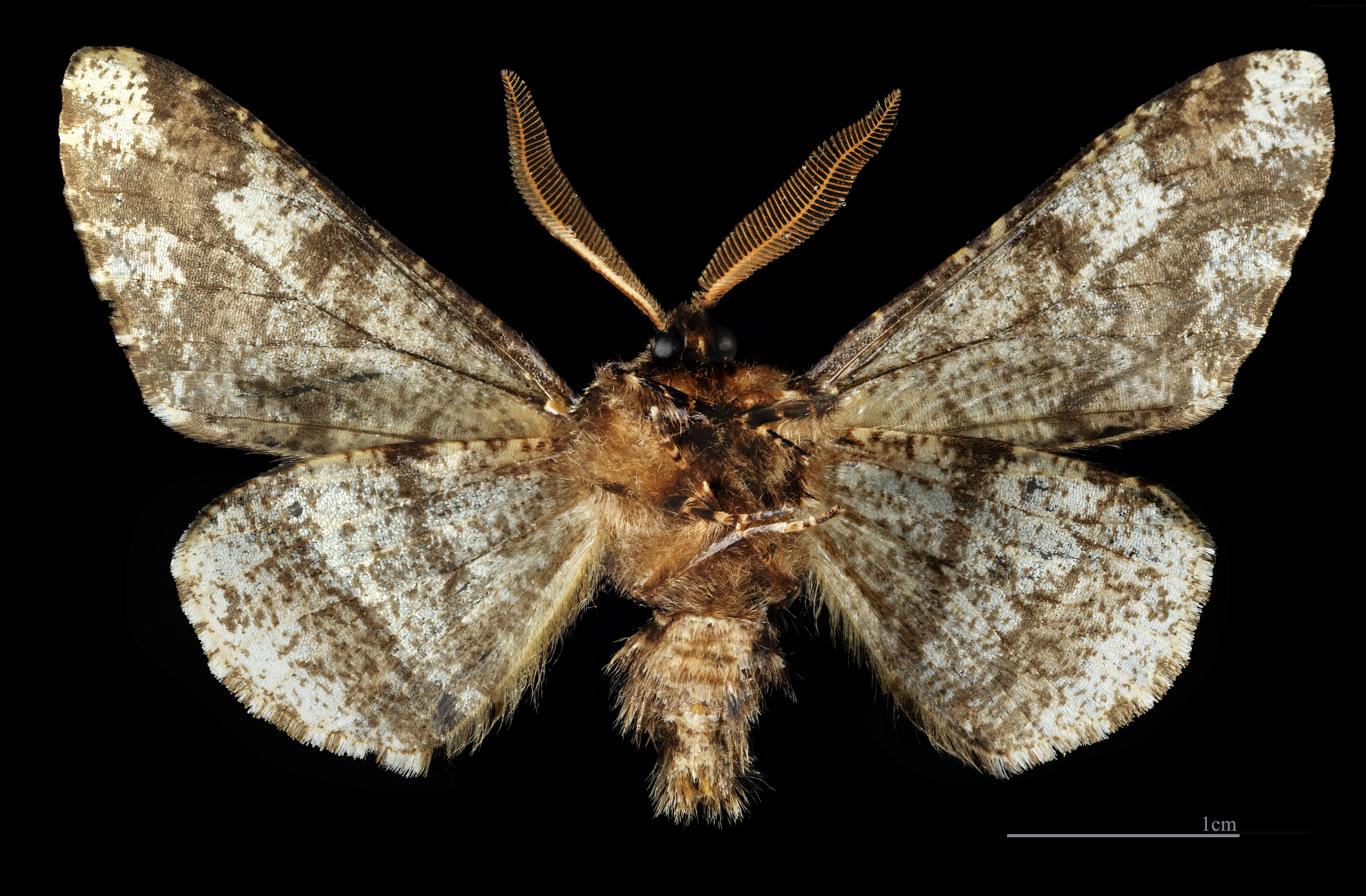
♂ △

## Hình ảnh

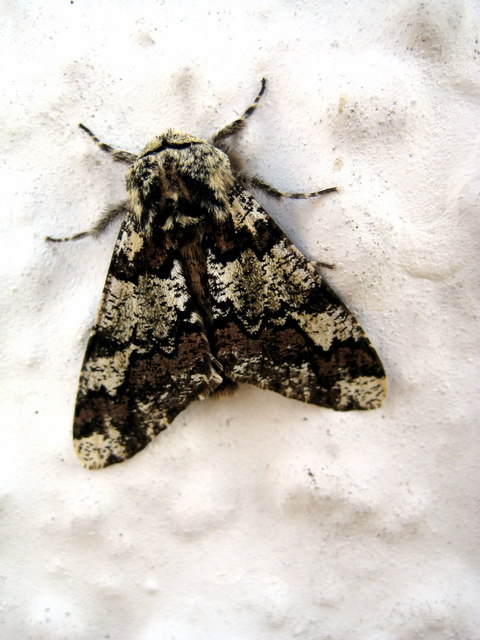
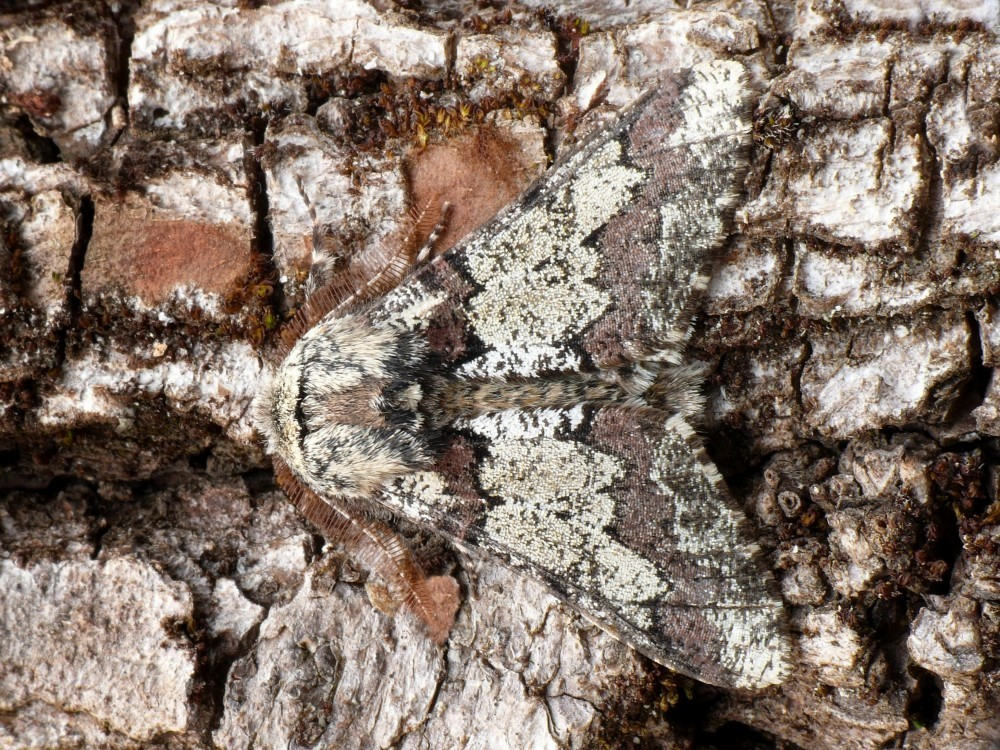
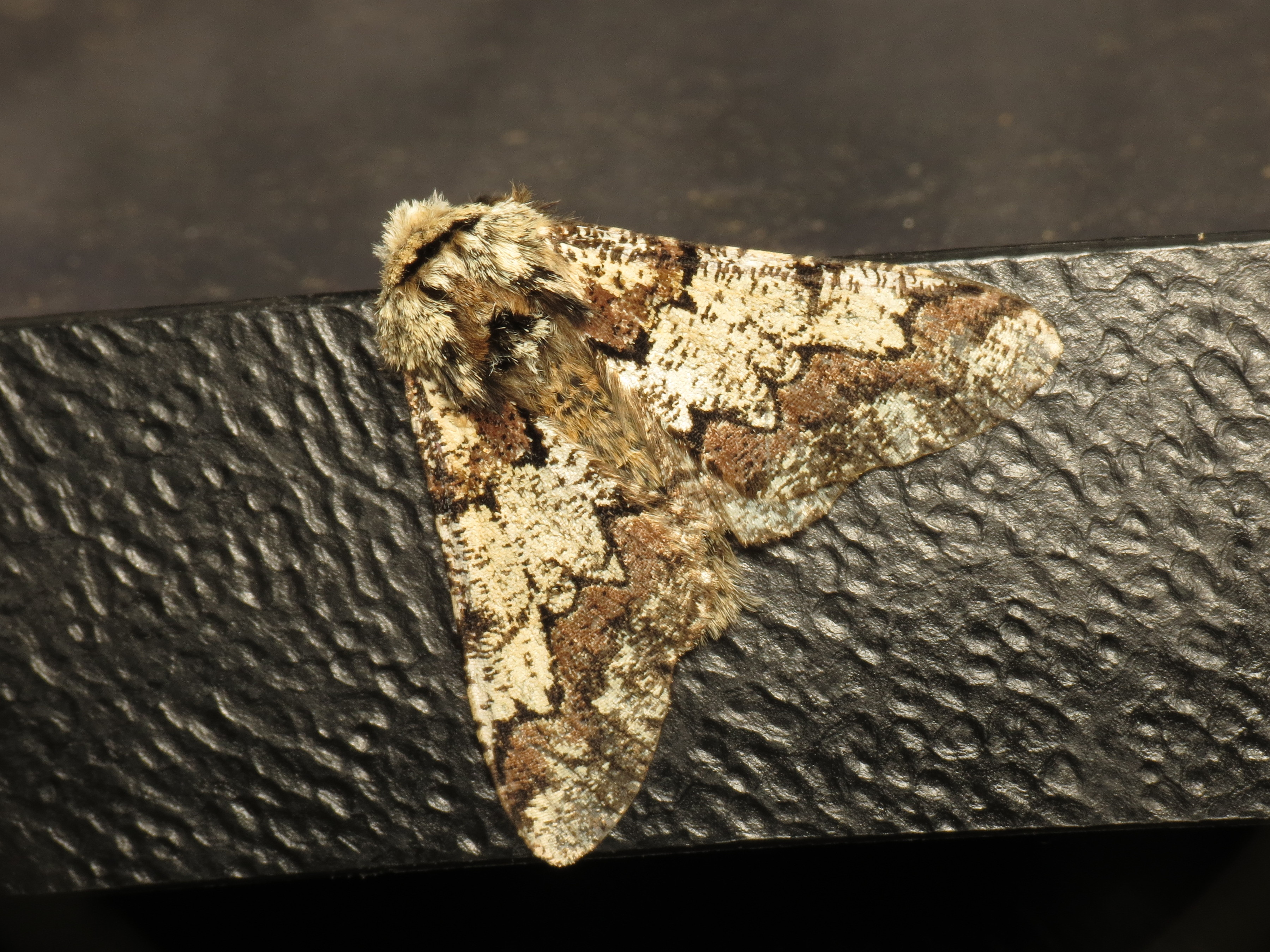
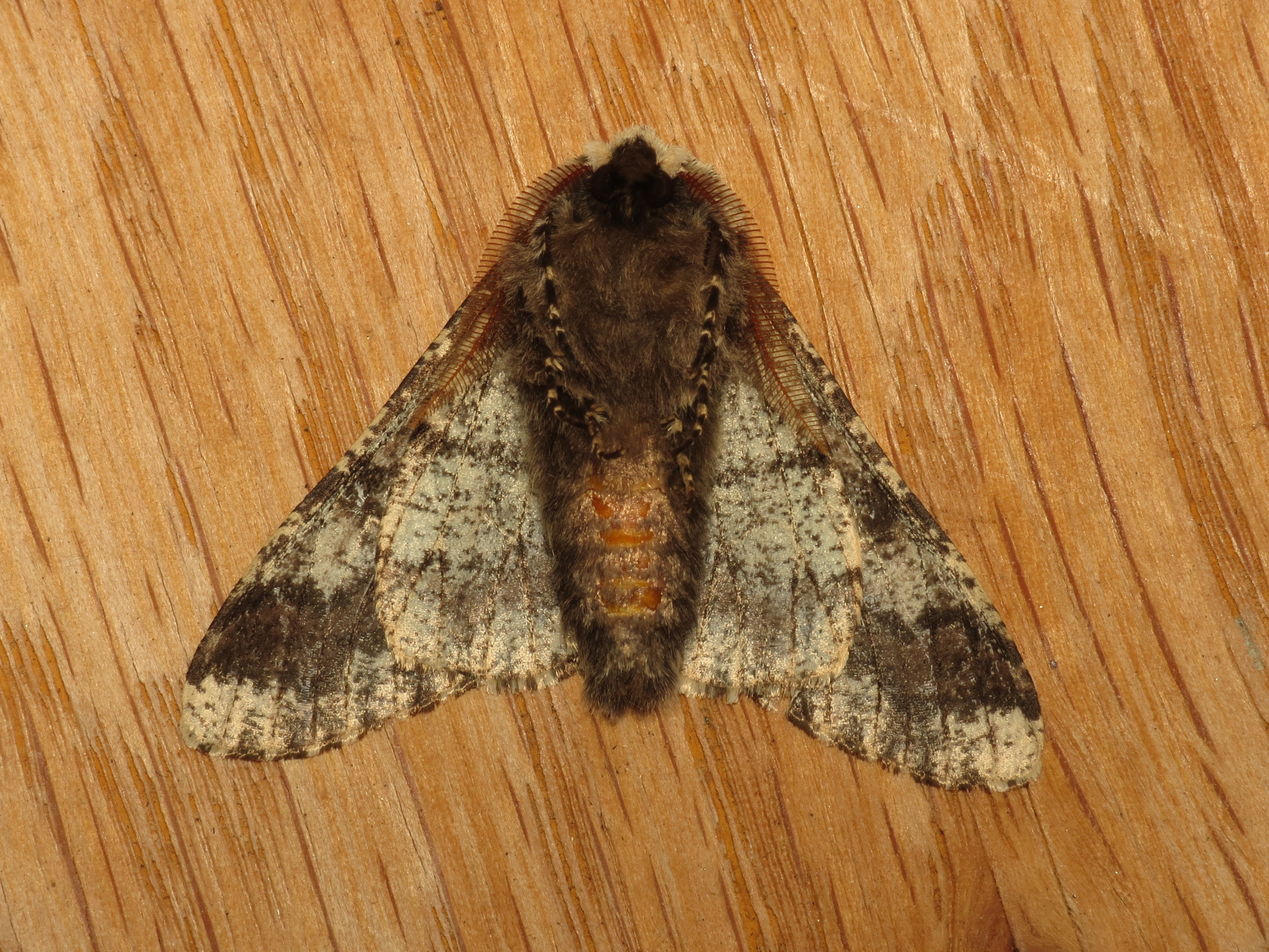